# Сарбаш
Сарбаш (тат. Сарбаш) — деревня в Мамадышском районе Республики Татарстан Российской Федерации. Входит в состав Кляушского сельского поселения.

## География
Деревня находится в северной части Татарстана, в зоне хвойно-широколиственных лесов, в пределах юго-западной окраины Верхнекамской возвышенности, на правом берегу реки Юкачи, к западу от автодороги 16К-1121, на расстоянии примерно 27 километров (по прямой) к северо-западу от города Мамадыша, административного центра района. Абсолютная высота — 107 метров над уровнем моря.

### Климат
Климат характеризуются как умеренно континентальный, с относительно влажным и прохладным летом и умеренно холодной и снежной зимой. Среднегодовая температура воздуха составляет 4,3 °С. Средняя температура воздуха самого холодного месяца (января) — −11,4 °C; самого тёплого месяца (июля) — 20,3 °C. Среднегодовое количество атмосферных осадков составляет 552 мм, из которых более 368 мм выпадает в период с апреля по октябрь.

### Часовой пояс
Деревня Сарбаш, как и весь Татарстан, находится в часовой зоне МСК (московское время). Смещение применяемого времени относительно UTC составляет +3:00.

## История
В «Списке населенных мест по сведениям 1859 года», изданном в 1866 году, населённый пункт упомянут как казённая деревня Сарбашева 2-го стана Мамадышского уезда Казанской губернии. Располагалась при речке Сарбашке, по правую сторону Кукморского торгового тракта, в 30 верстах от уездного города Мамадыша и в 24 верстах от становой квартиры в казённой деревне Ахманова (Ишкеево). В деревне, в 23 дворах жили 158 человек (76 мужчин и 82 женщины).

## Население
Население деревни Сарбаш в 2017 году составляло 47 человек.

### Национальный состав
Согласно результатам переписи 2002 года, в национальной структуре населения татары составляли 100 % из 86 чел.